# Редондо Бич (Калифорнија)
Редондо Бич (енгл. Redondo Beach) град је у америчкој савезној држави Калифорнија. По попису становништва из 2010. у њему је живело 66.748 становника.

## Демографија
Према попису становништва из 2010. у граду је живело 66.748 становника, што је 3.487 (5,5%) становника више него 2000. године.
| Група             | 2000.          | 2010.          |
| Белци             | 44.819 (70,8%) | 43.531 (65,2%) |
| Афроамериканци    | 1.592 (2,5%)   | 1.852 (2,8%)   |
| Азијати           | 5.756 (9,1%)   | 8.004 (12,0%)  |
| Хиспаноамериканци | 8.524 (13,5%)  | 10.142 (15,2%) |
| Укупно            | 63.261         | 66.748         |